# ساني ليون
كارينجيت كاور فوهرا (بالإنجليزية: Sunny Leone)‏ (ولدت في 13 مايو، 1981)، معروفة باسمها الفني ساني ليون، هي ممثلة هندو-كندية وأمريكية، عارضة أزياء، سيدة اغراء وممثلة إباحية سابقة نشطة حالياً في السينما الهندية. لُقبت بـ (دلوعة السنة) في عام 2003 من قبل المجلة الرجالية Penthouse ونجمة العقد من قبل شركة إنتاج الأفلام الإباحية Vivid Entertainment. كما وضعتها مجلة مكسيم على قائمة أفضل نجمة اباحية لعام 2010.
لعبت أيضا أدواراً في أفلام مستقلة عامة وبرامج تلفزيونية. أول ظهور عام لها كان سنة 2005 كمراسلة لصالح جوائز إم تي في الموسيقية على قناة MTV India. في عام 2011 شاركت في برنامج تلفزيون الواقع الهندي Big Boss كما قامت بتقديم برنامج تلفزيون الواقع Splitsvilla.
ظهرت لأول مرة في بوليوود عام 2012 في فيلم الإثارة Jism 2 أتبعتها بفيلم Jackpot عام 2013، Ragini MMS 2 عام 2014 وEk Paheli Leela عام 2015.
وبصرف النظر عن مهنتها كممثلة كانت ليون جزءاً من بعض الحملات النشطة بما في ذلك ماراثون Rock 'n' Roll Los Angeles Half-Marathon وذلك بغرض جمع الأموال لصالح جمعية السرطان الأمريكية وبعض الحملات الإعلانية لصالح منظمة بيتا بهدف إنقاذ الكلاب والتشجيع على تعقيم وإخصاء الكلاب والقطط.
ساني ليون متزوجة منذ عام 2011 من دانييل ويبر.

## النشأة
ولدت ساني ليون في سارنيا، أونتاريو لعائلة بنجابية سيخية. وُلد والدها في إقليم التبت الصيني واستقر في دلهي، أما والدتها (المتوفاة سنة 2008) فكانت من سريماور، هيماتشال براديش. في شبابها وصفت ليون نفسها بأنها كانت مسترجلة، رياضية جدا وكانت تلعب هوكي الشوارع مع الأولاد.
في عام 1996 انتقلت عائلتها من أونتاريو إلى جنوب كاليفورنيا وقام والديها بإلحاقها بمدرسة كاثوليكية على الرغم من أنهم كانوا من السيخ. وهناك كانت قبلة ليون الأولى في سن الحادية عشرة، وفي مدرسة أخرى فقدت عذريتها في سن السادسة عشرة، ثم في سن الثامنة عشرة اكتشفت أنها مثلية الجنس. انتقلت برفقة عائلتها إلى ولاية ميشيغان، ثم إلى لاك فوريست، كاليفورنيا عندما كانت في الثالثة عشرة من عمرها.

## الحياة المهنية
قبل العمل في الإباحية، عملت ليون في البداية في مخبز ألماني ثم في الضرائب وشركة تقاعد. كما قامت أيضا بالدراسة لكي تصبح ممرضة. عند اختيار اسم لمهنتها الإباحية، قالت ليون إن ساني هي اسمها الحقيقي، أما اسم ليون فقد اختيرت لها من قبل بوب جوتشيوني، المالك السابق لمجلة Penthouse. ظهرت ليون في مجلة Penthouse إصدار مارس 2001 حيث لقبت بـ (دلوعة العام). ظهرت بعدها في إصدار عطلة 2001 من مجلة Hustler. كما ظهرت في العديد من المجلات الأخرى بما فيها Cheri، Mystique Magazine، High Society، Swank، AVN Online، Leg World، Club International وLowrider.

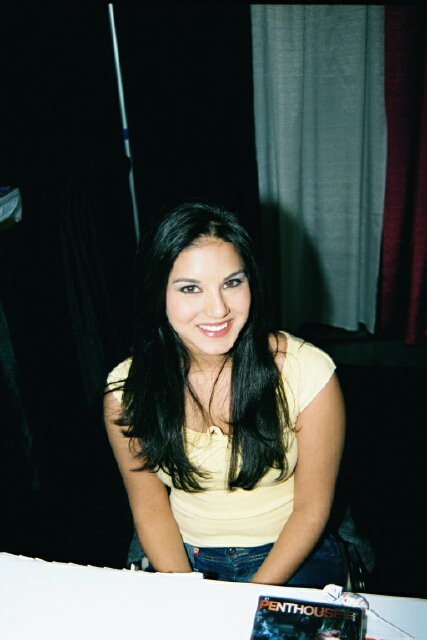
أول ظهور لها في 2002

في عام 2003 وقعت ليون عقدا لمدة ثلاث سنوات مع شركة Vivid Entertainment الإباحية حيث وافقت على أداء المشاهد السحاقية فقط. كان عنوان فيلمها الأول "Sunny" والذي صدر في ديسمبر 2005. فيلمها التالي "Virtual Vivid Girl Sunny Leone" فازت عنها ليون لأول مرة بجائزة AVN Award لأفضل دي في دي تفاعلي. تلت ذلك بفيلم "Sunny Loves Cher" والذي تضمن أول مشهد قذف لها ثم فيلمي "It's Sunny in Brazil" الذي تم تصويره في البرازيل في أكتوبر 2007، و"The Sunny Experiment" في ديسمبر 2007.
في مايو 2007، وبناء على تمديد عقدها مع شركة Vivid Entertainment لستة أفلام أخرى، وافقت ليون على الأداء لأول مرة مع رجل أمام الكاميرا، ولكنها اشترطت أن تؤدي فقط مع خطيبها مات إريكسون. في تلك السنة أيضا قامت بتكبير ثديها، ثم عملت في فيلمين مع خطيبها.
في عام 2008 كشفت ليون أنها لم تعد مقتصرة على خطيبها فقط، وعملت مشاهد مع ممثلين آخرين. في أغسطس من نفس العام أعلنت عن إطلاق إستوديو خاص بها تحتى اسم "Sunlust Pictures" مع دانيال ويبر كشريكها. بعد ذلك خططت ليون للكتابة والإخراج وخلق العلامة التجارية الخاصة بها مع شركة "Vivid Entertainment" كموزع لها. إنتاجها المستقل الأول كان "The Dark Side of the Sun" الذي صدر في مارس من عام 2009 وعرض في متحف التراث الجنسي في لاس فيجاس. إنتاجها الثاني كان بعنوان "Sunny Slumber Party" وصدر في سبتمبر من عام 2009.
عملت ليون بعد ذلك مع إستوديوهات أخرى، وتمكنت من رفع شعبيتها على الإنترنت عن طريق صفقات مع شركات مثل "PPPcard" و"AdultPokerParty.com" و" Brickhouse" و"Flirt4Free" و"Totemcash" و"Imlive" لبيع وتوزيع منتجاتها على الإنترنت ووسائل إعلام أخرى. وفازت بجائزة "Xbiz Awards" أفضل فاتنة على الشبكة لهذه السنة في عام 2008. يتم إدارة موقعها ومصالحها التجارية تحت راية شركة Leone L.L.C.
في عام 2009، قامت آي فون بإضافة تطبيق يحتوي على مجموعة صور وفيديو غير عارية لساني ليون، وتمت الموافقة من قبل شركة أبل لبيع التطبيق في متجر آي تيونز، مما يجعلها أول طلب رسمي يضم نجم إباحي. وبحلول فبراير 2010، كان قد تم إزالة التطبيق من قبل شركة أبل من المتجر.
وضعت مجلة Genesis ليون في المرتبة 13 ضمن قائمة «أفضل 100 ممثلة إباحية». وفي عام 2010 وضعتها مجلة مكسيم ضمن أفضل 12 ممثلة إباحية، كما تم التصويت لها في المرتبة 82 على قائمة موقع AskMen.com لأفضل 99 امرأة عام 2012.
في عام 2013 أعلنت ليون عن تقاعدها من صناعة الأفلام الإباحية قائلة بأنه ليست لديها أي خطط حاليا للعودة إلى هناك مجددا.
في عام 2016 تم وضعها على قائمة BBC's 100 Women.

### Bigg Boss
في عام 2011، شاركت ليون في برنامج تلفزيون الواقع الهندي بيغ بوس، ولم تكن تشير في البرنامج إلى أنها ممثلة إباحية بل قالت إنها كانت عارضة أزياء وممثلة في التلفزيون الأمريكي على مدى العشر سنوات الماضية. وقد أحدث ظهورها في البرنامج ضجة كبيرة وازداد عدد متابعيها على تويتر 8,000 شخص في يومين فقط، كما كانت الشخصية الأكثر بحثاً على غوغل في الهند عام 2013. وقد لاقى ظهورها في البرنامج اعتراضات خصوصا من وزارة الإعلام والإذاعة الهندية التي زعمت أن قناة Colors TV التي عرضت البرنامج تشجع على الإباحية عبر السماح لها بالظهور في البرنامج.

### بوليوود
أثناء تواجدها في منزل برنامج بيغ بوس، التقت ليون مخرج بوليوود المشهور ماهيش بهات والذي دخل منزل البرنامج لفترة وجيزة ليقدم لها دور البطولة في فيلم Jism 2 الذي وافقت عليه ليون وصدر الفيلم في 3 أغسطس 2013. عملت بعدها في عدد من الأفلام الأخرى مثل Jackpot عام 2013 وRagini MMS 2 عام 2014 ولديها العديد من المشاريع البوليوودية القادمة.

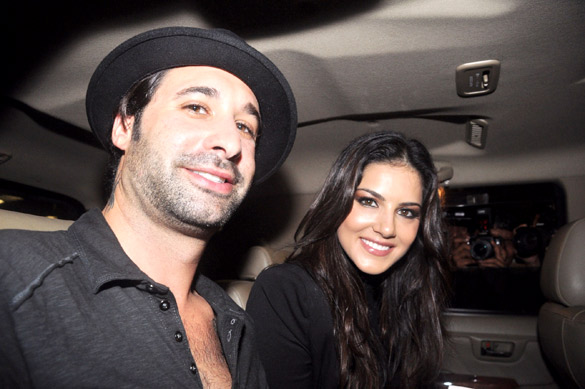
مع زوجها

## الحياة الشخصية
على الرغم من أن ليون مثلية، غير أنها صرحت بأنها تفضل الرجال. كانت ساني مخطوبة من نائب المدير التسويقي في شركة مشاريع بلاي بوي مات إريكسون ولكنها انفصلت عنه في عام 2008. بعدها قامت بمواعدة الممثل الكوميدي راسل بيترز لفترة قصيرة. في عام 2011 صرحت في مقابلة تلفزيونية إنها متزوجة من دانيال ويبر. في أوقات فراغها تستمتع ليون باللوحات التجريدية، ركوب الخيل، المطالعة، اللعب بلعبة وورلد أوف ووركرافت، مشاهدة مسلسل عائلة سيمبسون وقناة ديسكفري. وجهتها المفضلة في العطل هي هاواي، وهي تحب المأكولات الإيطالية.

## قائمة الأفلام

### الأفلام الهندية
| السنة | الفيلم                         | الدور                 | اللغة      | ملاحظات أخرى                                        |
| ----- | ------------------------------ | --------------------- | ---------- | --------------------------------------------------- |
| 2012  | Jism 2                         | إزنا                  | الهندية    | أول ظهور في بوليوود                                 |
| 2013  | Shootout at Wadala             | ليلى                  | الهندية    | ظهور خاص في أغنية "Laila"                           |
| 2013  | Jackpot                        | مايا                  | الهندية    |                                                     |
| 2014  | Ragini MMS 2                   | ساني ليون             | الهندية    |                                                     |
| 2014  | Vadacurry                      |                       | التاميلية  | ظهور خاص في أغنية "Low Aana Life-u"                 |
| 2014  | Hate Story 2                   |                       | الهندية    | ظهور خاص في أغنية "Pink Lips"                       |
| 2014  | Balwinder Singh Famous Ho Gaya |                       | الهندية    | ظهور خاص في أغنية "Shake That Booty"                |
| 2014  | Current Theega                 | ساني                  | التيلوغوية | ظهور خاص                                            |
| 2015  | DK                             |                       | الكنادية   | ظهور خاص في أغنية "Sesamma"                         |
| 2015  | Ek Paheli Leela                | ليلا / ميرا           | الهندية    |                                                     |
| 2015  | Kuch Kuch Locha Hai            |                       | الهندية    |                                                     |
| 2015  | Singh Is Bliing                |                       | الهندية    | ظهور خاص                                            |
| 2015  | Tina and Lolo                  | تينا                  | الهندية    | تم تأجيل العرض إلى أجل غير مسمى                     |
| 2016  | Mastizaade                     | ليلى                  | الهندية    |                                                     |
| 2016  | One Night Stand                | سيلينا / أمبار كابوور | الهندية    |                                                     |
| 2016  | Luv U Alia                     |                       | الكنادية   | ظهور خاص في أغنية "Kamakshi"                        |
| 2016  | Beiimaan Love                  | سوناينا فيرما         | الهندية    |                                                     |
| 2016  | Fuddu                          |                       | الهندية    | ظهور خاص في أغنية "Tu Zaroorat Nahi Tu Zaroori Hai" |
| 2016  | Dongari ka Raja                |                       | الهندية    | ظهور خاص في أغنية "Choli Blockbuster"               |
| 2017  | Raees                          |                       | الهندية    | ظهور خاص في أغنية "Laila Main Laila"                |
| 2017  | Noor                           |                       | الهندية    | ظهور خاص                                            |
| 2017  | Baadshaho                      |                       | الهندية    | ظهور خاص في أغنية "Piya More"                       |
| 2017  | Boyz                           |                       | الماراثية  | ظهور خاص في أغنية "Kuth Kuth Jayacha Honeymoon La"  |
| 2017  | Bhoomi                         |                       | الهندية    | ظهور خاص في أغنية "Trippy Trippy"                   |
| 2017  | Shrestha Bangali               |                       | البنغالية  | ظهور خاص في أغنية "Chaap Nishna"                    |
| 2017  | PSV Garuda Vega                |                       | التيلوغوية | ظهور خاص في أغنية "Deo Deo"                         |
| 2017  | Tera Intezaar                  | روناك                 | الهندية    | [ 75 ]                                              |

### الأفلام البنغلاديشية
| السنة | العنوان             | الدور | اللغة     | ملاحظات أخرى      |
| ----- | ------------------- | ----- | --------- | ----------------- |
| 2018  | Mamla Hamla Jhamela |       | البنغالية | ظهور خاص في أغنية |

### الأفلام الأمريكية
| السنة | العنوان            | الدور | اللغة      | ملاحظات أخرى                   |
| ----- | ------------------ | ----- | ---------- | ------------------------------ |
| 2004  | The Girl Next Door |       | الإنجليزية | أول ظهور في هوليوود. ظهور خاص. |
| 2008  | Pirate's Blood     | ساني  | الإنجليزية |                                |
| 2010  | The Virginity Hit  | ساني  | الإنجليزية |                                |
| 2016  | Mostly Sunny       |       | الإنجليزية | فيلم سيرة ذاتية وثائقي         |

### الأفلام الإباحية
| السنة | العنوان                                      | الدور                             | ملاحظات أخرى |
| ----- | -------------------------------------------- | --------------------------------- | ------------ |
| 2002  | Penthouse Video: Virtual Harem               | ساني                              |              |
| 2003  | Deadly Stingers                              | فتاة جذابة مثيرة في حوض الإستحمام |              |
| 2004  | Mystique Presents H20hh                      |                                   |              |
| 2004  | Busty Cops                                   |                                   |              |
| 2004  | Lingerie: The Secret Art of Seduction        | ساني                              |              |
| 2005  | Centerfold Fetish                            |                                   |              |
| 2005  | Sunny                                        |                                   |              |
| 2005  | Alabama Jones and the Busty Crusade          | ملكة الغابة                       |              |
| 2006  | Busty Cops 2                                 |                                   |              |
| 2006  | Virtual Vivid Girl Sunny Leone               | ساني ليون                         |              |
| 2006  | Sunny & Cher                                 | ساني                              |              |
| 2006  | The Female Gardener                          |                                   |              |
| 2007  | Debbie Does Dallas... Again                  | كوركي                             |              |
| 2007  | Sunny Loves Matt                             | ساني                              |              |
| 2007  | It's Sunny in Brazil                         |                                   |              |
| 2007  | The Sunny Experiment                         |                                   |              |
| 2008  | The Other Side of Sunny                      |                                   |              |
| 2008  | Dark Side of the Sun                         |                                   |              |
| 2008  | Descent Into Bondage                         |                                   |              |
| 2008  | Costumed Damsels in Distress                 | فتاة غجرية                        |              |
| 2008  | The House of Naked Captives                  |                                   |              |
| 2009  | Undress Me                                   |                                   |              |
| 2009  | Deviance                                     |                                   |              |
| 2009  | Naughty America 4 Her 6                      |                                   |              |
| 2009  | Sunny's Sluber Party                         | ساني                              |              |
| 2009  | Sunny's Big Adventure                        |                                   |              |
| 2010  | Live Gonzo                                   |                                   |              |
| 2010  | Shut Up and Fuck Me                          |                                   |              |
| 2010  | Sunny's Casting Couch: I Wanna Be a Pornstar |                                   |              |
| 2010  | All Sunny All the Time                       |                                   |              |
| 2010  | Sunny Leone Loves HD Porn                    |                                   |              |
| 2010  | Sunny Leone Loves HD Porn 2                  |                                   |              |
| 2010  | Girlfriends 2                                |                                   |              |
| 2010  | Hocus Pocus XXX                              |                                   |              |
| 2010  | Gia: Portrait of a Porn Star                 | جيا                               |              |
| 2010  | Not Charlie's Angels XXX                     | كيلي                              |              |
| 2011  | Roleplay                                     |                                   |              |
| 2011  | Sunny & the Suitcase                         | ساني                              | قصير         |
| 2011  | Lies: Diary of an Escort                     |                                   |              |
| 2011  | Bang Van Blowout with Nick Swardson          |                                   | قصير         |
| 2012  | Sunny Leone: Goddess                         |                                   |              |
| 2012  | Lesbian Workout                              |                                   |              |
| 2012  | Sunny Leone: Erotica                         |                                   |              |
| 2012  | Home Alone                                   |                                   |              |
| 2013  | Charlie's Girl: Georgia Jones                |                                   |              |

## التلفزيون
| السنة | السلسلة                           | الدور             | القناة              | ملاحظات أخرى     |
| ----- | --------------------------------- | ----------------- | ------------------- | ---------------- |
| 2005  | MTV Awards                        | مراسلة            | MTV India           |                  |
| 2007  | Debbie Does Dallas                |                   | Showtime            | وثائقي           |
| 2008  | My Bare Lady 2: Open for Business | متنافسة           | Fox Reality Channel |                  |
| 2008  | Co-Ed Confidential                | راقصة تعري ستريبر | Cinemax After Dark  | ثلاث حلقات       |
| 2011  | Bigg Boss 5                       | متنافسة           | Colors              | خرجت في اليوم 91 |
| 2014  | Haunted Weekends with Sunny Leone | مذيعة             | MTV India           |                  |
| 2014  | Splitsvilla: الموسم السابع        | مذيعة             | MTV India           |                  |
| 2014  | Comedy Nights with Kapil          | ظهور كضيفة        | Sony Tv             |                  |
| 2015  | Splitsvilla: الموسم الثامن        | مذيعة             | MTV India           |                  |
| 2016  | Splitsvilla: الموسم التاسع        | مذيعة             | MTV India           |                  |
| 2016  | The Kapil Sharma Show             | ظهور كضيفة        | Sony Tv             |                  |
| 2016  | Big Boss 10                       | ظهور كضيفة        | Colors              |                  |
| 2017  | Splitsvilla: الموسم العاشر        | مذيعة             | MTV India           |                  |

### ظهور في وسائل إعلام أخرى
| السنة | الإنتاج                 | الدور | النوع         | ملاحظات أخرى          |
| ----- | ----------------------- | ----- | ------------- | --------------------- |
| 2001  | Livin' It Up            | راقصة | أغنية مصورة   | للمغني جا رول         |
| 2007  | Pocket Pool             |       | لعبة بي أس بي |                       |
| 2014  | "Saree Wali Girl"       |       | أغنية مصورة   | للمغني غيريك أمان     |
| 2015  | "Super Girl From China" |       | أغنية مصورة   | للمغنية كانيكا كابوور |
| 2017  | "Loca Loca"             |       | أغنية مصورة   | للمغني رافتار         |

## الجوائز
- 2008: جائزة XBIZ - أفضل فاتنة على شبكة الإنترنت.[80]
- 2010: جائزة AVN - أفضل فتاة في مشهد جنس جماعي.
- 2010: جائزة AVN - أفضل ممثلة ناشئة لهذه السنة على شبكة الإنترنت.[81]
- 2010: جوائز F. A. M. E - الأثداء المفضلة.[82]
- 2012: جائزة XBIZ - أفضل موقع لنجمة إباحية لهذه السنة (http://www.sunnyleone.com).[83]

## وصلات خارجية
- الموقع الرسمي
- ساني ليون على موقع IMDb (الإنجليزية)
- ساني ليون على موقع روتن توميتوز (الإنجليزية)
- ساني ليون على موقع ألو سيني (الفرنسية)
- ساني ليون على موقع قاعدة بيانات الفيلم (الإنجليزية)
- ساني ليون على موقع ليتربوكسد (الإنجليزية)
- ساني ليون على موقع كينوبويسك (الروسية)